# Last Minute Marocco
Last Minute Marocco è un film del 2007 diretto da Francesco Falaschi.
Il film è interpretato da Valerio Mastandrea, Maria Grazia Cucinotta e Nicolas Vaporidis.
La pellicola è uscita nelle sale il 13 aprile 2007.

## Trama
Il diciassettenne Valerio decide di partire per il Marocco all'insaputa dei genitori separati, l'oppressiva Valeria, titolare di un'agenzia viaggi, ed il bioarchitetto Sergio. Quando la madre scopre da un amico che il giovane non è andato in montagna bensì in Africa, costringe l'ex marito ad andare a cercarlo.
Valerio arriva in Marocco in traghetto, accompagnato dall'estroverso Andrea ed il timido Giacomo. In viaggio hanno incontrato un loro amico, Samir, che torna dal padre con gli zii e la cugina Jasmina, della quale Valerio subito si innamora. Appena i genitori della giovane le rivelano che l'hanno promessa ad un altro uomo, disperata accetta l'aiuto di Valerio a scappare, e parte per raggiungere la nonna.
Nel frattempo Sergio è giunto anche lui in Marocco, e mentre è alla ricerca di informazioni per trovare Valerio, gli viene rubata l'auto da un uomo, il quale aveva truffato un'altra donna, Tamu: essendo lei del posto, Sergio le chiede di accompagnarlo. Insieme partono per Marrakech.
Anche se lasciato solo dai due amici, Valerio non riesce a dichiararsi a Jasmina, e scopre anche lei è già innamorata di un altro uomo. La famiglia di lei riesce poi a raggiungerli, ed il padre finisce poi per rassegnarsi. Li trova anche Sergio, il quale fa a pugni con l'ex "promesso sposo" di Jasmina: era infatti il ladro della sua auto.
Finito in ospedale, Sergio poi si riprende e sembra aver trovato nuovo dialogo con il figlio. Valerio torna a casa con gli amici, e Sergio si avvia con l'auto, salvo poi parcheggiarla per salire sull'autobus dove si trova Tamu.

## Accoglienza

### Incassi
Il film ha goduto dei finanziamenti pubblici al settore cinematografico per un ammontare di 1.800.000 euro, ma ha incassato solamente 350.000 euro.